# Vilamaniscle
Vilamaniscle es un municipio español de la comarca del Alto Ampurdán en la provincia de Gerona, Cataluña.

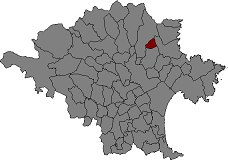
situación de Vilamaniscle en la comarca del Alto Ampurdán

Situado en la parte occidental de la serra de la Baga d'en Ferran, extensión de la sierra de la Albera, está cubierto en buena parte de su territorio con bosques de pinos y alcornoques. Se cultivan olivos y viña. Su vino es apreciado en toda la comarca. Se han creado nuevos servicios de alojamientos debido al turismo creciente que tiene.

## Historia
En una bula del papa Benedicto VIII, del año 1017, se nombra villare de Melandre como posesión del monasterio de San Esteban de Bañolas. En el siglo XIV en un documento de compra Ermessenda Taverner de Perelada vende el delmo de Vilamaniscle al canceller Guillem de Palau. Durante el siglo XVI se tiene constancia escrita de la posesión del municipio a Vilarig.
En lo más alto del pueblo, hay un caserón medio en ruinas, llamado castillo de Vilamaniscle. Las casas antiguas del pueblo son del siglo XVII al XIX y su iglesia parroquial de Sant Gil es pequeña de una sola nave y datada entre los siglos XVII y XVIII, se encuentra a unos 300 m de la salida de la población.

## Lugares de interés
- Castillo de Vilamaniscle
- Iglesia parroquial de San Gil. Siglo XVII y XVIII
- Pedra Dreta. Menhir de tres metros de alto.
- Macizo de la Albera
- Puig (pico) d'Esquers

## Demografía
Vilamaniscle cuenta con una población de 201 habitantes (INE 2024).
| Gráfica de evolución demográfica de Vilamaniscle entre 1842 y 2021                                                  |
| |
| Población de derecho según los censos de población del INE Población de hecho según los censos de población del INE |